# 托坎廷斯州圣萨尔瓦多
托坎廷斯州圣萨尔瓦多（葡萄牙語：São Salvador do Tocantins）是巴西托坎廷斯州的一个市镇。总面积1422.025平方公里，总人口3012人，人口密度2.1人/平方公里。